# Blessey
Blessey foi uma antiga comuna francesa na região administrativa da Borgonha-Franco-Condado, no departamento de Côte-d'Or. Estendia-se por uma área de 7,5 km². Em 2010 a comuna tinha 66 habitantes (densidade: 8,8 hab./km²).
Em 1 de janeiro de 2009, passou a fazer parte da nova comuna de Source-Seine.